# Sulcana carinata
Sulcana carinata är en insektsart som beskrevs av Delong och Freytag 1966. Sulcana carinata ingår i släktet Sulcana och familjen dvärgstritar. Inga underarter finns listade i Catalogue of Life.